# 庫茲涅佐夫元帥級航空母艦
庫茲涅佐夫蘇聯海軍元帥級航空母艦（計畫1143.5-6“矛隼”）是现役于俄罗斯海军和中国人民解放军海军的一系列短距起飞阻拦回收（STOBAR）式航空母舰，也是蘇聯最後一款正式服役的航空母艦級別。庫茲涅佐夫元帥級是蘇聯的第三代航空母艦，在只支持垂直/短程起降的基輔級航空母艦的基礎上升級改良，當時被蘇聯定义为“重型航空巡洋艦”，在建造過程中吸收了約800個學科的專家參加，有7000多家工廠提供了材料和設備，為集當時蘇聯科技發展大成之作。
庫茲涅佐夫級航空母舰先后共建有两艘，由当时的苏联乌克兰苏维埃社会主义共和国黑海造船厂建造。首艦“庫茲涅佐夫號”於1985年服役，蘇聯解體後由俄羅斯海軍繼承並服役至今。其姐妹舰“瓦良格号”在建造完成67％时因苏联解体而停工，在1998年卖给中国并拖行途经两海三大洋抵达大连港完成建造并改造成“001型航空母舰”，于2012年交付给解放军海军服役，命名“辽宁舰”。

## 歷史
1980年代，蘇聯建造兩艘新一代航空母艦，北約稱之為黑海-COM-2，黑海造船廠廠方代號分別爲“訂單105”及“訂單106”。後來“訂單105”四度更名為“蘇聯號”、“克里姆林宮號”、“勃列日涅夫號”、“第比利斯號”及至服役前才正式更名為库兹涅佐夫号航空母舰。在苏联解体前，库兹涅佐夫号奉命驶离黑海加入北方舰队，是俄罗斯海军现役也是1993年以后唯一拥有的一艘航空母舰。
同型次艦為“訂單106”，最初命名為“里加號”，於1990年更名為“瓦良格號”，以紀念在日俄戰爭中被擊沉的瓦良格號巡洋艦。但苏联解体时黑海造船廠仅完成了“瓦良格號”的船体建造，动力、电控、武器系统都没有，总完成進度仅三分之二。蘇聯解體後独立的烏克蘭曾提议将其完成，但因无法筹集资金而放弃。“瓦良格号”在船坞中闲置数年，直到1998年中国利用香港商人徐增平以改建海上赌场的名义購入。“瓦良格号”于2000年6月用拖船牵引离开克里米亚，在被土耳其敲诈阻拦超过16个月后终于穿过博斯普鲁斯海峡和达达尼尔海峡，因不被允许通过苏伊士运河而不得不绕行整个非洲，途径黑海、地中海、大西洋、印度洋和西太平洋（南海、东海和黄海）共15200海里，最终在2002年3月抵达辽宁大连。大連造船廠在2005年开始重新动工并将其命名为“001型”，于2010年完成建造，在2012年完成所有海试后定名為“辽宁号”入列中華人民共和國海軍，是中国服役的第一艘航空母舰。
基于“遼寧號”改造经验之上的改進型航空母舰被稱為“002型”，完全由大連造船廠建造，於2017年4月26日正式下水，2019年尾入役，命名为“山东号”，是中国服役的第二艘航空母舰。

## 設計
庫茲涅佐夫元帥級航母由涅夫斯基工程設計局設計，船體設計參照了其前型基輔級。在設計之初，蘇聯意圖建造一種達75000-90000噸級的奧廖爾級核動力航空母艦，性能與美國配備有蒸汽彈射器的航空母艦相似；但因應資金，技术及戰略需要，蘇聯被迫降低標準。最終，該級別航空母艦為65000噸級，放棄了配備蒸汽彈射器轉而採用滑跳式甲板。艦載固定翼戰機依靠使用本身的引擎動力，衝上跳板升空。這種設計比起採用平面彈射器的航空母艦具備更高的飛機起飛角度和高度，所需要的操作人員較少；但飛機離艦的動力完全依靠該飛機的自身引擎，要在較短的甲板上達到足夠的離艦速度，增加了對其艦載機設計的難度。故此，對於艦載戰機起飛的重量亦有所限制，較難實現在全副武裝的情況下升空，大大降低了其作戰效能。為了保證飛機在超低速的狀態下平穩而不進入失速狀態，會對飛行員的技術提出更高的要求。儘管如此，庫茲涅佐夫級航艦無論規格上抑或規模上仍要比基輔級的更大。

### 飛行甲板

甲板配置

與美國尼米茲級航空母艦相仿，飛行甲板採用斜直兩段式，斜角甲板長 205 米，寬 23 米，与艦體軸線成 7° 夾角，其板後部安装了4 道攔截索，以及緊急攔機網。飛行甲板右舷處則安裝了兩座甲板升降機，分別位於島式艦橋的前後方。
而飛行甲板起飛段出於成本考慮採用上翹 12°或14°的滑跳起飛甲板而非平面彈射器。這種起飛方式比採用平面彈射器的航母，具備更高飛機起飛角度和高度，而且所需要甲板工作人員較少。
雖然這種设计有上述优势，但由於飛機離艦的動力完全依靠飛機自身引擎，要在较短的甲板上達到足夠的離艦速度（每小時 120－140 公里），則需要其固定翼舰载机有較高的技術要求；而且這種設計會使得艦載戰機無法實現全副武裝/全程燃料情況下的升空，大大降低了作戰效能；為保证飛機在超低速状态下平稳而不进入失速状态，這对飞行员技术提出了更高的要求。
該艦設計上可起降小型固定翼預警機。然而實際上只有庫茲涅佐夫號航艦上進行過 An-74（安東諾夫設計局基於 An-74 而設計的艦載預警機）的起降試驗。

### 電子設備

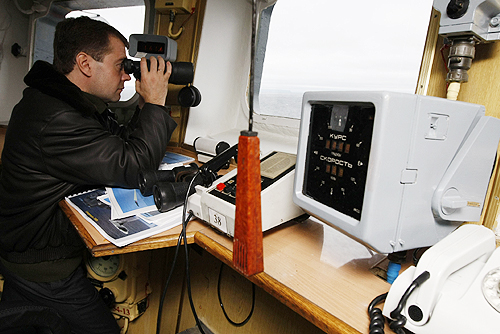
俄前總統梅德韦杰夫於“庫”艦艦島指揮室中

該級艦裝有 3座D/E波段空中與海面搜索雷達（MR－710「頂板」標對空/對海雷達），2 座F波段海面搜索雷達（MR－320M「雙支撐」對海雷達）， 1 座G/H波段相控陣雷達（「天空哨兵」相控陣雷達，瓦良格（遼寧）號在建造時期由于其可靠性不佳而取消列裝；改裝時列裝中國製346型「海之星」相控陣雷達系統，而山東號直接列裝「海之星」改進型號-346A型），I波段導航雷達（「蛋糕台」戰術空中導航雷達），以及 4 組K波段的用於卡什坦近程防禦武器系統的火控雷達（每組由 1 座 MR－360「十字劍」火控雷達和 2 座 3P37「熱閃」火控雷達）。
除此之外，該級艦上搭載的反潛直升機裝有海面搜索雷達、投吊式聲納、無線電音以及磁性反常控測器。其防禦系统还包括6台数字式计算机、发射机、信号处理机、控制台及辅助设备，可对15~18个目标进行分类跟踪，为母舰发射的导弹提供攻击目标的修正数据，还可指挥对空作战。

### 武裝
與前型基輔級航艦一樣，庫茲涅佐夫級航艦也是集重武裝于一身，其前飛行甲板下裝備了 12 具 P-700“花崗岩”反艦飛彈垂直發射井（在遼寧號改建時已封閉但無法拆除；而山東號則已完全取消此設計，使機庫空間增加），左右舷共安裝了 8 具 AK-630 防空砲（6 連裝 30毫米口徑，每分鐘 6 千發, 24 千發彈）、8 具 CADS-N-1 Kashtan 近迫防衛砲（2 連裝 30毫米口徑 3K87 格林機槍），24 具 8 槽 3K95 Kinzhal 防空飛彈（192具垂直發射系統;3秒一發）以及兩具 RBU-12000DAV-1 反潛火箭（60發）。
然而根據《简氏国际海军》2010年4月20日报道，庫茲涅佐夫號航母將在未來為期5年的大修中拆除艦艏的12支P-700花岗岩/SS-N-19海难垂直發射架。但最終俄方決定只將導彈發射系統升級至可發射「紅石」或「俱樂部」反艦導彈之型號。
原本航母即使扣除艦載機，其仍然具有相當強大的近程戰鬥力量。不同於美國航母：受美國軍隊偏重編隊作戰策略的影響，航母只裝備小規模的防禦型武器，而戰鬥力量則依賴於其艦載機，需要更大規模的護航艦隊來組建航母戰鬥群以抵消航母本身的武裝的不足。至於中國的遼寧號及山東號，則採用接近美制航母的戰鬥策略。

### 艦載機
- 4 架 Ka-27LD32 直升機
- 18 架 Ka-27PLO 直升機
- 2 架 Ka-27S 直升機
- Ka-52K
- 12 至 18 架 Su-33
- 5 架 Su-25UTG/UBP
- MiG-29K

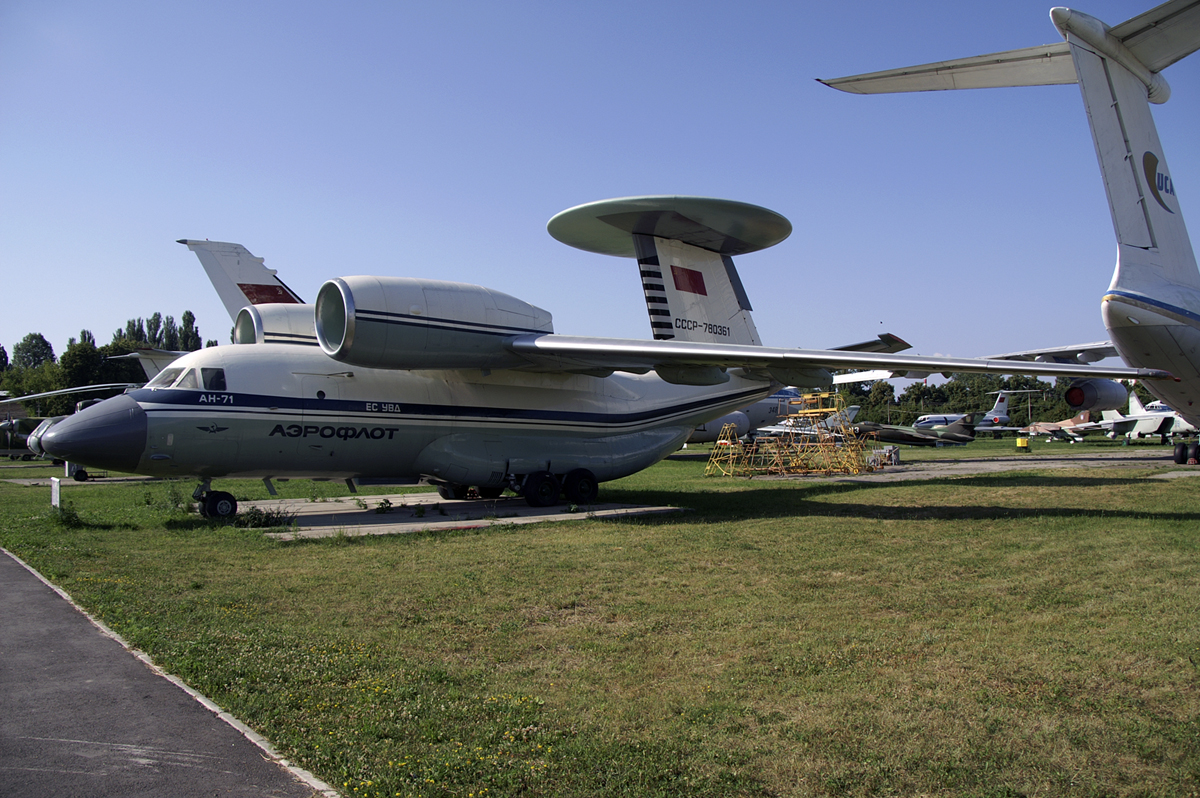
An-71預警機

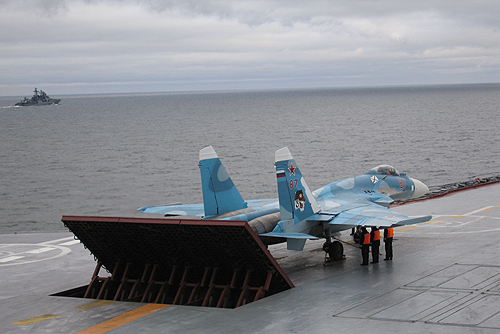
飛行甲板上準備起飛的苏-33

- An-71艦載預警機（基於An-72改建，僅實驗）[3]
- 雅克-44E艦載預警機（僅實驗）[10]

另外，同級艦遼寧號航空母艦及其改進型山東號航空母艦搭載殲-15戰鬥機及直九型直升機。

### 動力與性能

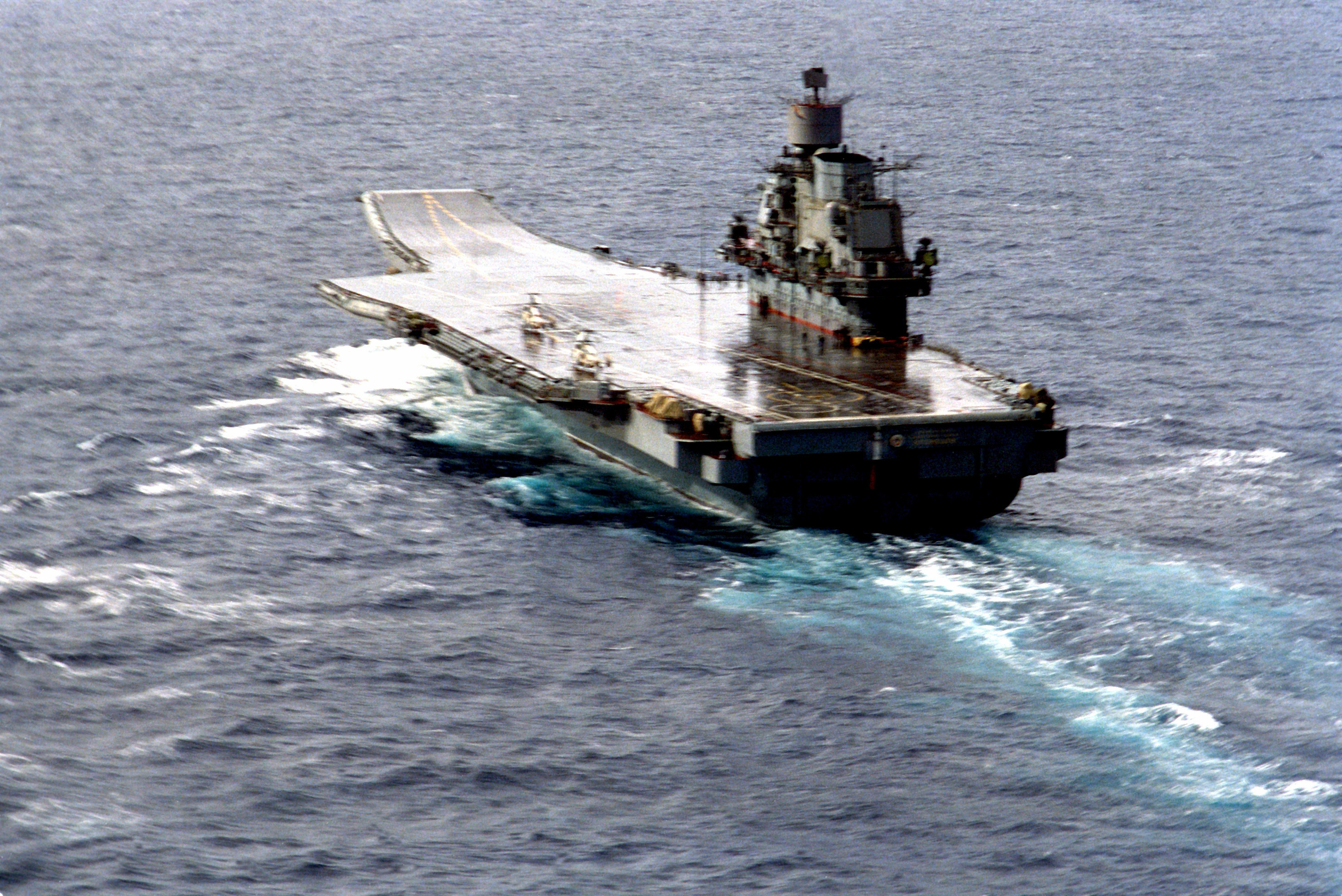
庫茲涅佐夫號在雨中

西方國家最初分析該級航艦的動力原設計為核子動力，採用與基洛夫級巡洋艦相同的壓水式核子反應爐。然而，首艦庫茲涅佐夫號最後還是放棄核子動力，採用傳統動力：8 臺蒸汽鍋爐以及 2 臺蒸汽輪機，每台輸出約 37 兆瓦，后来为加强加速性能，在建造时又装备了燃气轮机。其動力通過 4 支主軸傳遞到4個大型螺旋槳。極速 32節（約 63公里/時）；在航速 18 節（約 33 公里/時）時，最大續航距離為 8,500 英里（約 13,700 公里）。
由于库兹涅佐夫号过于复杂的动力系统，致使维护难度增大，故障率偏高。

## 任務

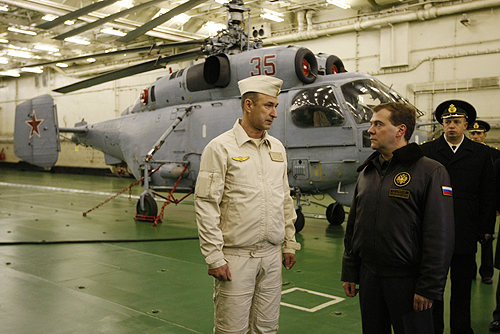
梅德韋傑夫於“庫”艦的機庫中

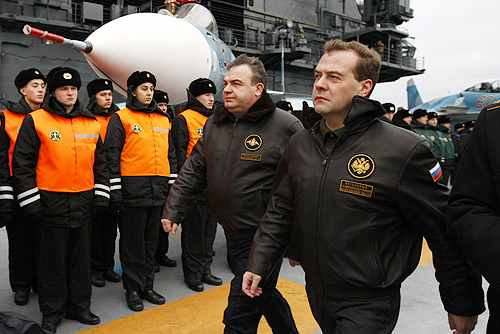
梅德韋傑夫於“庫”艦飛行甲板上

對於庫茲涅佐夫元帥級航母，蘇聯／俄羅斯海軍對其的定位與美國海軍航母定位不同，蘇／俄方稱之為「重型航空巡洋艦」。其主要作用包括：
- 在岸基航空兵作战半径以外的海域执行反潜和反舰，特别是制空和防空作战；
- 扩大海上防御范围，确保战略潜艇安全；
- 支援戰略飛彈潛艦及水面艦艇，並且搭載一些艦載機，讓其獨立巡弋於地中海和黑海之間的達達尼爾海峽和博斯普魯斯海峽[12]，消灭敌方海上和基地的海军兵力；实施武力威慑，保证国家在海外的利益；
- 与美国海军航母舰编队抗衡。

除了政治原因外蘇聯航母角色和美國航母也有所不同。
目前服役中的庫茲涅佐夫號航母，因為裝有12枚長程花岗石（SS-N-19）反艦飛彈和諸多重武裝，因此也可擔任巡洋艦的角色。
而遼寧號航母（前稱瓦良格號），曾一度被美國和日本媒體，稱其作為中國海軍的航母訓練艦。。但自2015年起，遼寧號戰鬥編隊赴西太平洋及南中國海進行實戰演練後，中國的軍事評論員大多認為遼寧艦實際上可作為實戰用途的航空母艦。而在山東艦入役後，有關方面更表明該艦可用於實戰用途。

## 同型艦

### 庫茲涅佐夫號

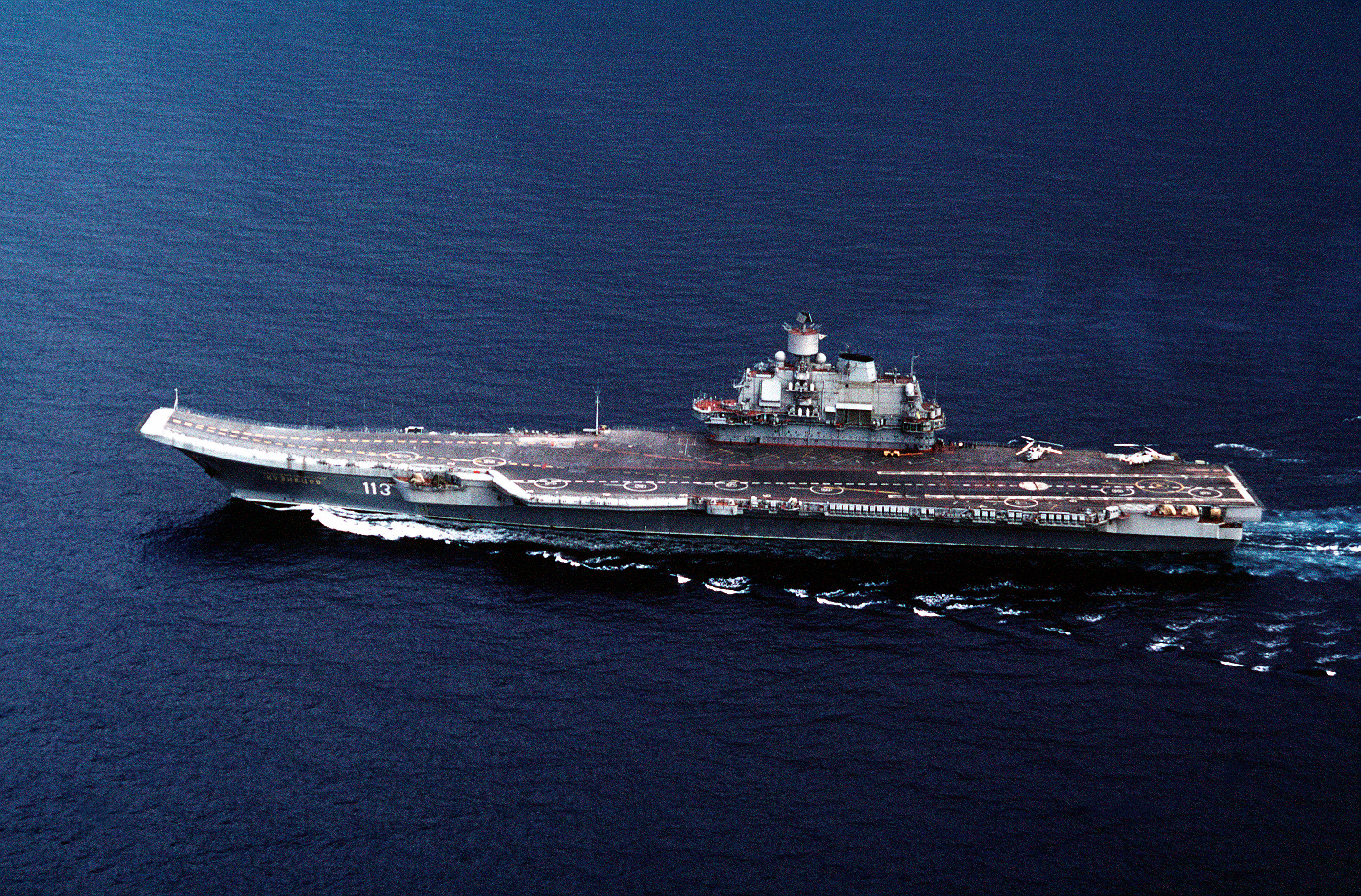
庫茲涅佐夫號於地中海

庫茲涅佐夫號航母於1981年3月3日下訂，1985年10月動工，1985年12月5日下水，1991年1月21日服役，蘇聯解體后由俄羅斯接手，1993年接收艦載機。目前服役于俄羅斯海軍的北方艦隊。由于故障不断，俄羅斯军方正考虑是否出售。
後來俄國與法國共同合製了西北風級兩棲突擊艦，在交付給俄軍後，會暫時填補庫茲涅佐夫級航母除役後的短暫空窗期，但因2014克里米亞危機導致的西方反俄聲浪，法方停止出售。
2011年11月，俄羅斯海軍派出庫茲涅佐夫號航空母艦至敘利亞，美國海軍也派出了布希號航空母艦至敘利亞，這是美國與俄羅斯冷戰後首次大規模軍事對峙，不過這次派出俄羅斯唯一的航空母艦庫茲涅佐夫號，被外界解讀為「幫敘利亞撐腰」。

### 遼寧號

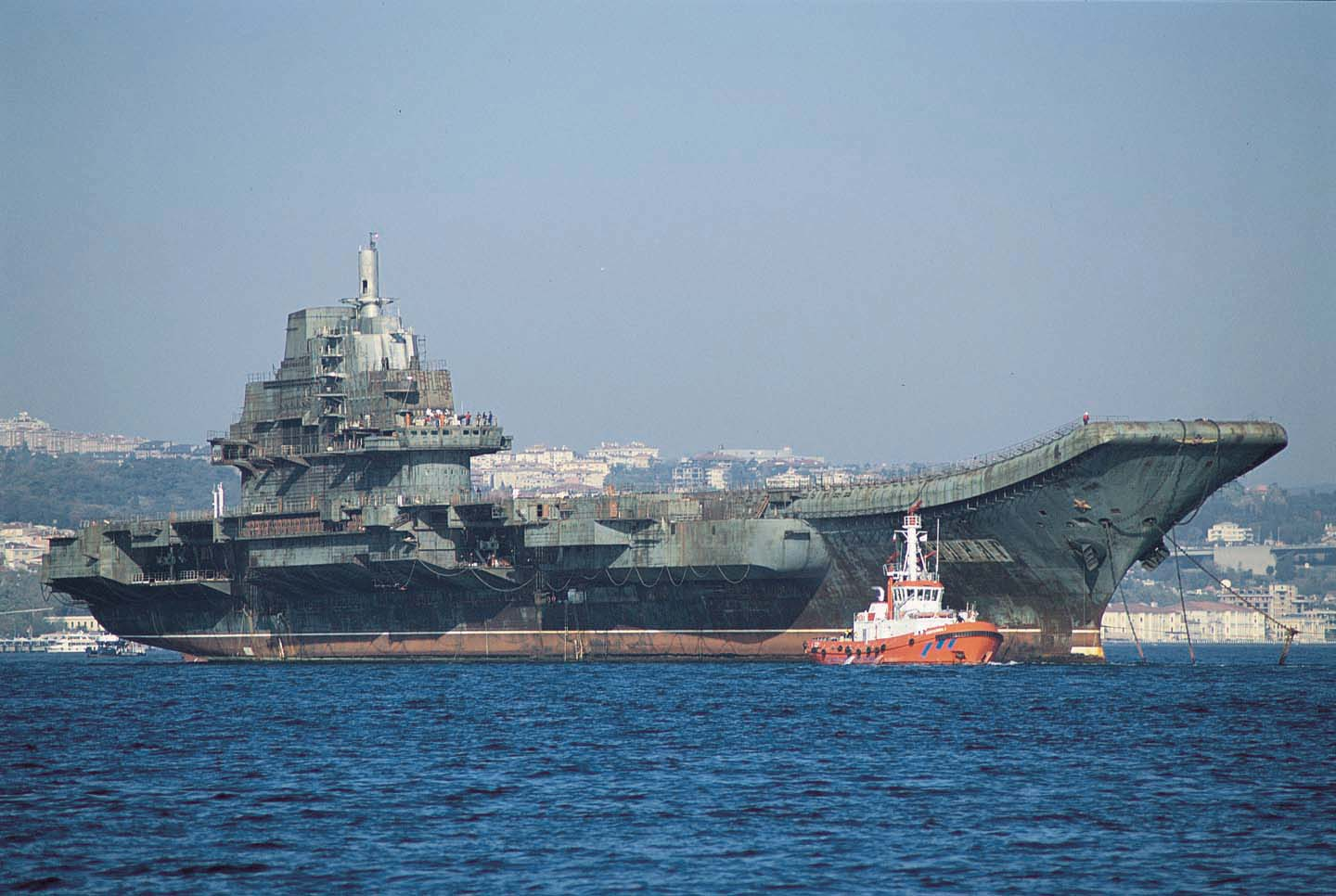
瓦良格號於博斯普魯斯海峽

遼寧號航母，前稱瓦良格號航母。於1983年下訂，1985年12月動工，1988年11月25日下水，當蘇聯於1991年解體時，該艦尚未完成儀器安裝，改由烏克蘭接手該艦，截止至1991年，該艦建造率已達68％。後因烏克蘭無力建造該艦，1997年拆除電子裝備及武器系統後於1998年被香港「澳門創律旅遊娛樂公司」以2000萬美金的代價買下，並於2001年拖運抵大連港，由大連造船廠進行相關的修繕與改造工程。在2012年9月25日正式入列中華人民共和國海軍，命名为“遼寧號航空母艦”。
在入役至今，此艦曾四度穿越台灣海峽及台灣週邊水域，並沿台灣防空識別區邊緣行駛。2017年7月，為慶祝香港回歸二十週年，遼寧號由7月7日起訪港五日，乃此艦首次開放予公眾參觀。

### 山東號

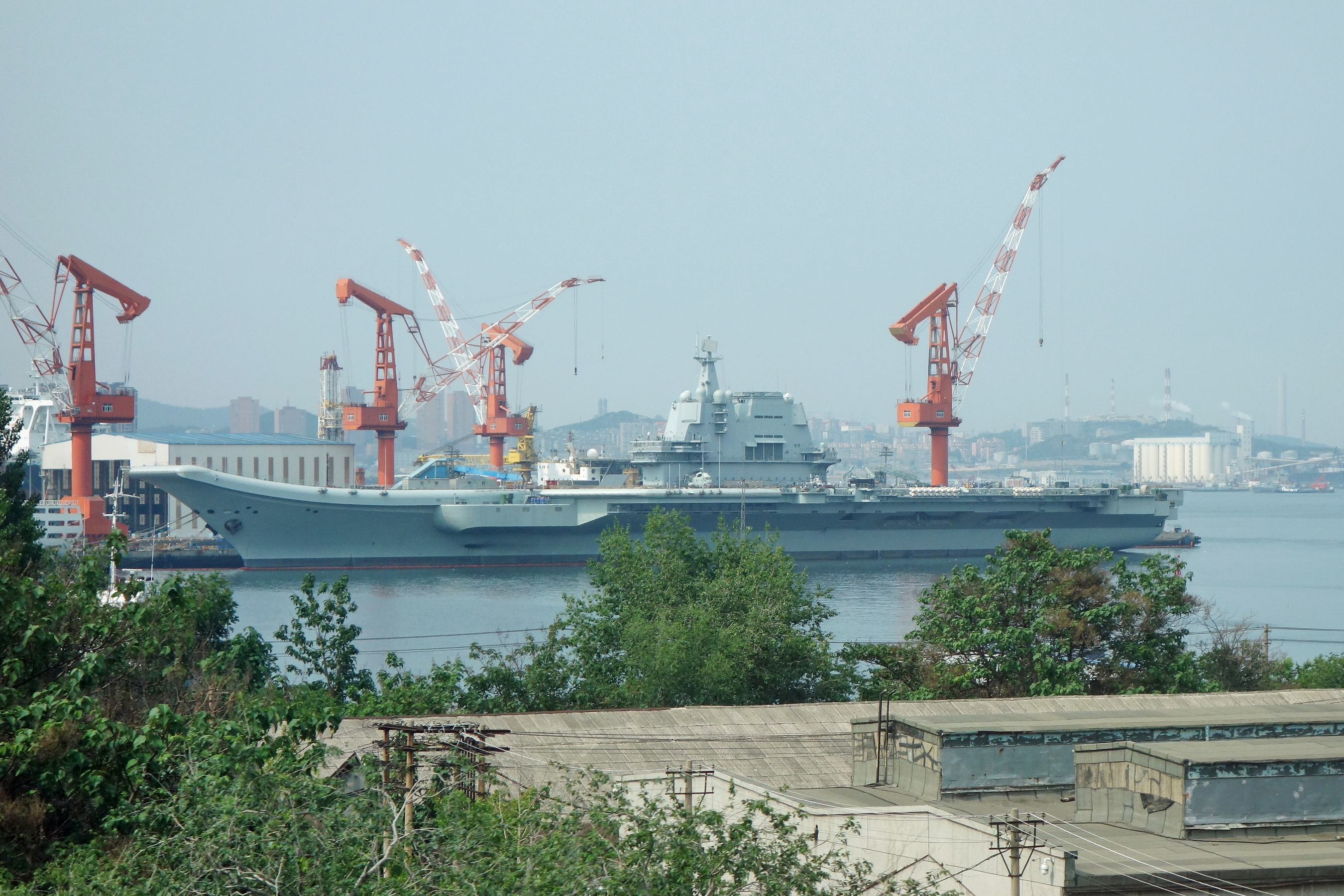
在大连舾装的山东号航空母舰

山東號航空母艦於2013年開始在大連造船廠建造，是遼寧號航空母艦的升級改良版，采用更先進的設計及裝備，于2017年4月26日下水，2019年12月17日服役。由於不同於遼寧號（001型）的續建改造，而是中國第一艘完全建造的航空母艦，故中國將其歸入獨立艦級（002型），北約和日本防衛省仍將之視為庫茲涅佐夫元帥級航母。
截至2023年底，山東艦已多次通过台湾海峡，并穿越巴士海峽入菲律宾海和西太平洋。根据日本统合幕僚监部发布的消息称，海上自卫队曾在九天内观测到山东舰进行了570架次的起降，其中包括420架次舰载战斗机的起降与150架次的舰载直升机起降，战斗机日均起降46.6架次，所有飞机日均总起降63.3架次。这个数字超越了2016年摩苏尔战役中携带有蒸汽弹射器的法国海军戴高乐号航空母舰的日均60架舰载机和45架战斗机起降架次的数字。

## 列表
| 舰名                            | 造船廠                       | 安放龍骨日期   | 下水日期                                | 服役日期                                               | 所屬艦隊                   | 现况 |
| ------------------------------- | ---------------------------- | -------------- | --------------------------------------- | ------------------------------------------------------ | -------------------------- | --- |
| 库兹涅佐夫号航空母舰            | 尼古拉耶夫造船厂             | 1983年2月22日  | 1985年12月4日                           | 1991年1月21日                                          | 北方舰队                   | 疑似已停止所有修復和現代化工作 |
| 里加號→瓦良格號→ 辽宁号航空母舰 | 尼古拉耶夫造船厂 →大连造船厂 | 1985年12月6日  | 1988年12月4日（首次） 2005年8月（续建） | 未完工，於1995年退出編制（首次） 2012年9月25日（续建） | 中国人民解放军北部战区海军 | 1998年被香港「澳門創律旅遊娛樂公司」以2000萬美金的代價買下，並於2001年拖運抵大連進行改裝；並改名為遼寧號，2012年服役，以青島綜合保障基地為母港 |
| 山东号航空母舰                  | 中国大连造船厂               | 2013年11月19日 | 2017年4月26日                           | 2019年12月17日                                         | 中国人民解放军南部战区海军 | 2019年服役，以三亚综合保障基地为母港 |

## 外部連結
- （简体中文）船舶数字博物馆
- （简体中文）“瓦良格”的蹉跎岁月 - 海军版 - 『 超级大本营论坛 』 （页面存档备份，存于）（該討論區經常釋出瓦良格號航母的於大連港的照片）
- （简体中文）庫茲涅佐夫級航空母艦－軍事 （页面存档备份，存于）－人民網
- （英文）Article on GlobalSecurity.org about the Kreml class aircraft carrier （页面存档备份，存于）.
- （英文） （页面存档备份，存于）
- （英文）"A Brief Look at Russian Aircraft Carrier Development," Robin J. Lee.
- （简体中文）库兹涅佐夫号航空母舰高清大图(2)